# سوسکچه‌های نخستین آرینوبلوس
سوسکچه‌های نخستین آرینوبلوس(نام علمی: Arhinobelus) نام یک سرده از زیرخانواده سوسکچه‌های نخستین بلینا است.